# Somatina pernigrata
Somatina pernigrata là một loài bướm đêm trong họ Geometridae.